# Нивичани
Нивичани (на македонска литературна норма: Нивичани) е село в източната част на Северна Македония, част от Община Кочани.

## География
Селото се намира на 22 километра северозападно от град Кочани и южно от Осоговската планина.

## История
В XIX век Нивичани е чисто българско село в Кочанска кааза на Османската империя. Църквата „Света Троица“ е от 1864 година. Според статистиката на Васил Кънчов („Македония. Етнография и статистика“) от 1900 г. Нивичани има 460 жители, всички българи християни.
Според патриаршеския митрополит Фирмилиан в 1902 година в Нивичане има 48 сръбски патриаршистки къщи. Според Христо Силянов след Илинденското въстание в 1904 година цялото село минава под върховенството на Българската екзархия, но по данни на секретаря на екзархията Димитър Мишев („La Macédoine et sa Population Chrétienne“) през 1905 година в Нивичани (Nivitchani) има 48 българи екзархисти, 432 българи патриаршисти сърбомани и 18 власи, като в селото работи сръбско училище. Според секретен доклад на българското консулство в Скопие 60 от 68 къщи в селото през 1904 година под натиска на сръбската пропаганда в Македония признават Цариградската патриаршия, но след Младотурската революция от 1908 година се връщат към Българската екзархия.
През септември 1910 година селото пострадва по време на обезоръжителната акция на младотурците. Сърбоманският архиерейски наместник в Кочани поп Милан обещава на затворените нивичанци, че ще бъдат освободени, ако станат патриаршисти.
При избухването на Балканската война в 1912 година 11 души от Нивичани са доброволци в Македоно-одринското опълчение.
Според преброяване от 2002 в селото има 120 къщи, 90 домакинства и 343 жители.

## Личности
Родени в Нивичани
- Георги Ефремов, български революционер от ВМОРО, четник на Богдан Баров,[10] бежанец[11]
- Георги Илиев Ангелов, македоно-одрински опълченец, 23-годишен, работник, 4 рота на 2 скопска дружина[12]
- Георги Ташов (? – 1910), български революционер, дългогодишен селски войвода на ВМОРО, убит от турците, баща на Евтим Полски[13]
- Евтим Полски (1886 – 1931), български революционер, войвода на ВМРО
- Ефтим Андов, български революционер от ВМОРО, четник на Никола Наумов[14]
- Зафир Милошов, български революционер от ВМОРО, четник на Мише Развигоров[15]
- Мите Андов, български революционер от ВМОРО, четник на Кръстьо Българията,[16] бежанец[11]
- Стефан Попгерасимов, български революционер, войвода на ВМРО
- Тасе, четник на ВМОРО, загинал на 2 октомври 1910 в Кочанско[17]
- Тосе, български революционер от ВМОРО, четник на Йордан Спасов[18]
- Теодос Божинов, български революционер от ВМОРО, четник на Никола Наумов[14] и на Симеон Клинчарски[19]